# Stenosmia
Stenosmia is een geslacht van vliesvleugelige insecten van de familie Megachilidae.

## Soorten
- S. albatera (Warncke, 1991)
- S. aravensis van der Zanden, 1992
- S. denticulata van der Zanden, 1992
- S. flavicornis (Morawitz, 1878)
- S. hartliebi (Friese, 1899)
- S. jordanica (Warncke, 1991)
- S. kotschisa (Warncke, 1991)
- S. minima (von Schulthess, 1924)
- S. tagmouta (Warncke, 1991)
- S. xinjiangensis Wu, 2004